# Fàtima Bernawi
Fàtima Mohammed Bernawi (àrab: فاطمة برناوي, Fāṭima Barnāwī) (Jerusalem, 1939 - el Caire, 3 de novembre de 2022) va ser una activista política palestina que va participar en el moviment d'alliberament nacional palestí de mitjans dels anys 1960, un període clau del conflicte palestí-israelià. És coneguda com la primera dona palestina que va organitzar un atac armat contra Israel: l'intent d'atemptat amb bomba en un cinema a l'octubre de 1967.

## Trajectòria

### Orígens
Bernawi va néixer a Jerusalem el 1939. A l'edat de nou anys, durant la Guerra àrab-israeliana de 1948 (la Nakba), la seva mare, que era palestina, va ser desplaçada de Jerusalem a un camp de refugiats prop d'Amman. Van tornar a Palestina amb el seu pare nigerià, que havia lluitat en la revolta palestina de 1936 ja que ell no va ser desplaçat. Bernawi va treballar com a infermera per a la Companyia Petroliera Àrab-Americana a Aràbia Saudita (ARAMCO).
Amal Kawar va entrevistar, per al seu estudi Daughters of Palestine (‘Filles de Palestina’), a trenta-quatre dones palestines, de les quals, quatre es van unir al moviment de resistència. Primer va ser lluitadora per la llibertat i després es va convertir en resistent política. Les altres van ser Leila Khaled, Aisha Odeh i Rasmiyeh Odeh.

### Atemptat i detenció
L'intent d'atemptat es va produir a l'octubre de 1967 al cinema Zion de Jerusalem Occidental. Bernawi va dir que l'objectiu civil de la bomba havia estat triat en protesta per una pel·lícula que commemorava la Guerra dels Sis Dies. La bomba no va explotar i ella va ser arrestada pels soldats israelians. Bernawi va afirmar que el color de la seva pell va ser fonamental en el seu arrest: «Per descomptat, van arrestar a totes les dones joves d'origen africà».
Va ser condemnada a presó perpètua però, el 1977, va ser alliberada en un intercanvi de presoners després d'haver complert 10 anys. Deportada el 1979, va tornar ingressant en el partit polític Fatah, sent la primera dona cap del Cos de Policia Femenina Palestina a la Franja de Gaza el 1994. El 1996, era «la dona de major rang a la milícia de Fateh i... cap de la secció de dones de la policia en el govern autònom palestí en la Franja de Gaza i Jericó». Iàssir Arafat, president de l'Organització per a l'Alliberament de Palestina, la tenia en alta estima.

### Anys posteriors
Al maig de 1985 es va casar amb un presoner alliberat d'Acre, Fawzi al-Nimr.
El 17 d'abril de 2015, en el Dia del Presoner Palestí, va ser honrada al costat de Mahmoud Bakr Hijazi i Ahmad Moussa Salama. Se la va descriure com a «una de les primeres dones palestines a adoptar [els mitjans de] operacions armades d'autosacrifici després de l'inici de la revolució palestina moderna, que va ser llançada per Fatah l'1 de gener de 1965. Va ser la primera jove palestina a ser arrestada per les forces de seguretat israelianes, i la primera presonera inclosa en els registres del moviment de presoneres [palestines]...».
Aquell mateix any, el 28 de maig, va ser honrada pel llavors president de l'Autoritat Nacional Palestina, Mahmud Abbas, que li va concedir l'Estrella d'Honor Militar «en agraïment pel seu paper pioner en la lluita» i «pel bé públic». Encara que l'atemptat pel qual va ser honrada va ser un fracàs, Bernawi insistia que havia estat un èxit ja que havia generat por a tot el món ja que cada dona que portava una bossa havia de ser controlada abans d'entrar en un recinte tancat.
El 3 de novembre de 2022, Bernawi va morir a l'hospital palestí del Caire, als 83 anys. Va ser enterrada a la ciutat de Gaza el 6 de novembre.